# リナト・イブラギモフ
リナト・イブラギモフ（ラテン語: Rinat Ibragimov、1986年5月7日 - ）はカザフスタンの柔道家。

## 概要
北京オリンピックに出場したが王己春に袈裟固を喰らい敗れた。その後は国際大会で安定した成績を残している。